# Cortisona
Em fisiologia, cortisona é um metabólito de corticosteroides, uma classe de hormonas esteroides que são produzidas no córtex adrenal. Estas têm efeitos numerosos, sendo os principais a capacidade anti-inflamatória e imunossupressora. É um medicamento que pode produzir efeitos colaterais se não for administrada corretamente e segundo prescrição médica ou farmacêutica, como por exemplo o aumento ou perda do apetite, aumento do peso, edema, hematomas, aumento da pressão arterial, fraqueza, cefaleia, acne ou insónia. É importante, durante a administração a longo prazo, monitorar eletrólitos, glicemia, pressão arterial, peso, a função renal e o crescimento em crianças. O aumento da pressão ocular, levando ao glaucoma, pode ser um dos efeitos colaterais.
1. ↑  «Página 136 do Diário Oficial da União - Seção 1, número 187, de 26/09/2013 - Imprensa Nacional». pesquisa.in.gov.br. Consultado em 4 de maio de 2022